# Château de Muides-sur-Loire
 (octobre 2010).
Si vous disposez d'ouvrages ou d'articles de référence ou si vous connaissez des sites web de qualité traitant du thème abordé ici, merci de compléter l'article en donnant les références utiles à sa vérifiabilité et en les liant à la section « Notes et références ».
Appelé aussi château du Marais. C'est une ancienne forteresse située à l'entrée Nord du parc de Chambord. Il fait partie aujourd'hui du site touristique du camping du marais.

## Histoire
Ce château a été construit sous le règne d'Henri II. 
Auparavant François Ier agglomère les terres (bois et marais) de Thoury au domaine royal de Chambord, après échange avec René de Beauvillier - Thoury qui succède à son frère Claude mort fin 1539, la comtesse de Thoury (Claude de Rohan-Gié de son vrai nom), et son second époux Julien de Clermont baron de Thoury seront alors propriétaires du château de Muides-sur-Loire.
Ils sont réputés avoir fait démolir par « leurs gens » un pan du mur de Chambord, parce que François Ier avait compris dans l'enceinte du parc du château une portion de leur domaine. 
Les De Sity, famille originaire de Florence, achètent le domaine des Marais à la fin du XVIe siècle.
À partir de 1677 le château appartient à la famille Clermont-Tonnerre. L'amnistie du 3 Fructidor de l'An X permet de lever le séquestre des biens de la famille et de conserver le château dans la famille jusqu'à sa vente en 1956 à M. Baque de Sariac. 
Les douves encore présentes sur le cadastre de 1826 ont été comblées. Après l'écroulement d'une partie de la terrasse en 1957, le donjon marquant l'entrée du château a été abattu en mai 1958, son entretien étant alors trop coûteux. Les pierres armoriées qui l'ornaient sont placées alors au-dessus du château.